# Матия Настасич
Матия Настасич (на сръбски Матија Настасић), роден на 28 март 1993 г. във Валево, СРЮ е сръбски футболист, който  играе за испанския клубен отбор Леганес.

## Клубна кариера

### Сърбия
Настасич напуска като тийнейджър родния си град Валево, за да заиграе в редиците на сръбския топ-клуб Партизан Белград, където преминава през младежките формации на отбора. За да получи достатъчно игрова практика, младия централен защитник, е отдаден под наем за една година на втородивизионния Телеоптик Земун. След изтичането на този договор и навършване на пълнолетието му Партизан продава Настасич на италианския клуб Фиорентина, където той заиграва от 2011 г.

### Фиорентина
Настасич изиграва първия си мач за новия си отбор за Coppa Italia на 21 август 2011 с краен резултат 2:1 и победа срещу АС Читадела. Първия си мач в Серия А прави на 11 септември 2011 у дома срещу ФК Болоня при победа с 2:0. Първия си гол в първенството вкарва при победата с 2:0 над Чезена, последван от още един при 2:2 срещу Парма. От 11-ия кръг нататък Настасич играе редовно и много убедително, въпреки че Фиорентина завършва първенството на 13-о място. Доброто му представяне привлича погледите на много първокласни отбори.

### Манчестър Сити
На 31 август 2012 Манчестър Сити купува централния защитник за 15,2 милиона паунда и получава допълнително, дошлия във Фиорентина също от Партизан Стефан Савич. Под ръководството на треньора Роберто Манчини си извоюва титулярно място и със своите 20 години е смятан за един от най-талантливите млади защитници в света. Първия си мач в английската Висша лига изиграва на 29 септември 2012 при победата с 1:2 срещу Фулам. Дебютът му във ФА Къп е на 5 януари 2013 срещу Уотфорд, където отборът му губи финала. Първият му мач в Шампионската лига е загубата срещу Реал Мадрид с 3:2 на 18 септември 2012, като по-късно Манчестър Сити отпада в груповата фаза. Настасич е титуляр през сезоните 2012/13 и 2013/14 става шампион през 2014, но през шампионската кампания пропуска доста мачове заради контузия в коляното. След поемането на отбора от Мануел Пелегрини идва време, когато Настасич почти не намира място в титулярния състав и записва само едно участие за Къмюнити Шийлд.

### Шалке 04
На 12 ноември 2015 немският отбор от Първа бундеслига Шалке 04 обявява привличането на Настасич под наем. След медицински прегледи в тренировъчния лагер в Доха е подписан договор. Настасич прави дебютния си мач в първия кръг от летния полусезон 2014/15 срещу Хановер 96, като Шалке печели с 1:0. На 11 март 2015 г., срещу 9,5 милиона евро, Настасич е привлечен за постоянно с договор до 30 юни 2019. Към края на сезона той е записал 16 официални мача. През сезона 2015/16, заедно с Жоел Mатип формира централния защитен вал на отбора, тъй като Бенедикт Хьоведес отсъства заради контузия. Първия си мач за Купата на Германия Настасич изиграва на 8 август 2015 срещу Дуисбург като допринася с гол за победата с 5:0, който е и неговият първи в официален мач за Шалке. На 15 август 2015 г., в мач за първенството срещу Вердер къса ахилесово сухожилие и отсъства от игра до началото на сезона 2016/17, през който играе много убедително.

## Национален отбор
През 2009 г. Настасич играе първия си мач с националната фланелка за U-17 на Сърбия. През 2010 година той дебютира за U-19, а през 2011 г. и за U-21. В приятелски мач срещу Кипър на 29 февруари 2012 е дебютът на Настасич за Сръбския национален отбор.

## Успехи

### Клубни отбори
Манчестър Сити
- Шампион на Висшата лига: 2014
- Купа на Футболната лига: 2014